# Thorgal: Młodzieńcze lata
Thorgal: Młodzieńcze lata (fr. Les Mondes de Thorgal: La Jeunesse) – belgijska, francuskojęzyczna seria komiksowa z gatunku fantasy autorstwa scenarzysty Yanna Le Pennetiera i rysownika Romana Surżenki. Ukazywała się od 2013 do 2023 nakładem wydawnictwa Le Lombard. Po polsku opublikowało ją wydawnictwo Egmont Polska. Jest to prequel serii Thorgal i trzeci z jej cykli pobocznych obok Thorgal: Kriss de Valnor i Thorgal: Louve. 

## Fabuła
Seria opowiada o młodzieńczych przygodach Thorgala i jego ukochanej Aaricii w świecie wikingów.

## Albumy
| Tom | Tytuł i rok wydania polskiego  | Tytuł i rok wydania oryginalnego  |
| --- | ------------------------------ | --------------------------------- |
| 1   | Trzy siostry Minkelsönn (2013) | Les Trois Sœurs Minkelsönn (2013) |
| 2   | Oko Odyna (2014)               | L'Œil d’Odin (2014)               |
| 3   | Runa (2015)                    | Runa (2015)                       |
| 4   | Berserkowie (2016)             | Berserkers (2016)                 |
| 5   | Slivia (2017)                  | Slive (2017)                      |
| 6   | Lodowy drakkar (2018)          | Le Drakkar des glaces (2018)      |
| 7   | Sinozęby (2019)                | Le Dent bleu (2019)               |
| 8   | Bękarty (2020)                 | Les Deux Bâtards (2020)           |
| 9   | Łzy Hel (2021)                 | Les larmes de Hel (2021)          |
| 10  | Sydönia (2022)                 | Sydönia (2022)                    |
| 11  | Grym (2023)                    | Grym (2023)                       |